# Macuspana
Macuspana è una municipalità dello stato di Tabasco, nel Messico meridionale, il cui capoluogo è la città omonima.
La municipalità conta 153.132 abitanti (2010) e ha un'estensione di 2.436,9 km².